# Kontrasty
El Kontrasty (en ucraïnès: Контрасти; en català Contrasts) és un festival internacional de música contemporània que es celebra anualment a Lviv, Ucraïna, des de 1995. El festival té com a objectiu presentar "música ucraïnesa contemporània en el context de World Music" i "revelar la diversitat de formes modernes, estils, gèneres i interpretacions". El festival sol realitzar-se al setembre i octubre de cada any. Juntament amb festivals com "Dos dies i dues nits de música nova", "Kyiv Music Fest" i uns altres. Kontrasty és un dels principals festivals de música clàssica moderna a Ucraïna.
Al començament de l'existència del festival, el seu concepte es va centrar en la música experimental i d'avantguarda (el model per als organitzadors va ser "Tardor de Varsòvia"), però amb el temps el concepte es va tornar menys radical. En els últims anys ha tornat el vector experimental del festival.
Els fundadors de "Contrasts" són el director d'orquestra Roman Revakovich, el compositor Yuri Lanyuk i la musicòloga Yarema Yakubyak. El consell d'art també va incloure a Myroslav Skoryk (president) i Alexander Shchetynsky. El director del festival és Vladimir Sivokhip.
El programa de "Contrasts" inclou obres de compositors contemporanis, en particular estrenes, així com clàssics del segle XX i èpoques passades. Alguns concerts es basen en la comparació de música "antiga" amb "nova", per exemple, en el mateix concert es poden tocar obres de l'època barroca o classicista, i música de compositors contemporanis. Krzysztof Penderecki (1996, 1999), Guia Kantxeli (2014), Arvo Pärt (2001), Sofia Gubaidúlina (2012), Sigmund Krause (2008), Saulius Sondeckis (2006), Leonid Grabovsky (2010), Bohuslav Schaeffer (2005), Elzbieta Sikora (2011) i uns altres es troben entre els participants famosos del festival.